# Rathausplatz
La Rathausplatz (Plaza del Ayuntamiento) es una plaza en Viena, Austria. La Rathausplatz se encuentra en el Innere Stadt, cerca del nuevo Rathaus (Ayuntamiento de Viena), nombrada así por este. Debido a su tamaño, su diseño y la arquitectura de los edificios circundantes, es una de las plazas más importantes en el centro de Viena. 
- Datos: Q2132674
- Multimedia: Rathausplatz, Vienna / Q2132674